# 2004年サンマリノグランプリ
2004年サンマリノグランプリは、2004年F1世界選手権の第4戦として、2004年4月25日にイモラ・サーキットで開催された。

## 概要
例年、ヨーロッパラウンドの開幕という位置づけのサンマリノGPである。この年は、アイルトン・セナとローランド・ラッツェンバーガーがイモラ・サーキットでの没後10年ということで、両名の友人であるゲルハルト・ベルガーが決勝レース直前にセナが1986年にドライブしたロータス 98Tを駆った。また、グランドスタンド横には、セナのメモリアルアートが新たに製作され、除幕式が行われた。

## 予選

### 1回目
このセッションはウィリアムズのファン・パブロ・モントーヤが好調でこのセッショントップタイムを記録する。また、2番手にはチームメイトのラルフ・シューマッハが入った。6番手にはザウバーのジャンカルロ・フィジケラが入るも、計測終了後のアウトラップでギヤボックスに異常が発生してしまう。

### 2回目
開幕戦以来エンジントラブルに見舞われているマクラーレンのキミ・ライコネンは。今回も排気バルブシールのトラブルに見舞われ、インラップのみでピットインをし、アタックを行わなかった。予選終了後にエンジンを交換し、最後尾からのスタートとなる。また、フィジケラもギヤボックストラブルを修復することができず、19番手スタートとなった。
ジェンソン・バトンがすばらしい走りを見せ、暫定トップに立つ。その後にアタックしたミハエル・シューマッハはセクター1,2でバトンより速いラップを刻むも、シケイン（バリアンテ・アルタ）で挙動を乱し、0.258秒届かず2番手となった。この後にアタックしたウィリアムズ勢はタイムが良くなく、バトンとB・A・Rにとって初めての、ホンダにとっては1992年カナダGP以来のポールポジションを獲得した。

### 結果
| 順位 | No | ドライバー                 | チーム                   | 1回目    | 2回目    |
| ---- | -- | -------------------------- | ------------------------ | -------- | -------- |
| 1    | 9  | ジェンソン・バトン         | B・A・R・ホンダ          | 1'20.632 | 1'19.753 |
| 2    | 1  | ミハエル・シューマッハ     | フェラーリ               | 1'20.440 | 1'20.011 |
| 3    | 3  | ファン・パブロ・モントーヤ | ウィリアムズ・BMW        | 1'19.805 | 1'20.212 |
| 4    | 2  | ルーベンス・バリチェロ     | フェラーリ               | 1'20.927 | 1'20.451 |
| 5    | 4  | ラルフ・シューマッハ       | ウィリアムズ・BMW        | 1'20.423 | 1'20.538 |
| 6    | 8  | フェルナンド・アロンソ     | ルノー                   | 1'21.799 | 1'20.895 |
| 7    | 10 | 佐藤琢磨                   | B・A・R・ホンダ          | 1'20.984 | 1'20.913 |
| 8    | 15 | マーク・ウェバー           | ジャガー・コスワース     | 1'21.458 | 1'20.921 |
| 9    | 11 | ヤルノ・トゥルーリ         | ルノー                   | 1'21.669 | 1'21.034 |
| 10   | 16 | クリスチアーノ・ダ・マッタ | トヨタ                   | 1'21.737 | 1'21.087 |
| 11   | 5  | デビッド・クルサード       | マクラーレン・メルセデス | 1'20.566 | 1'21.091 |
| 12   | 12 | フェリペ・マッサ           | ザウバー・ペトロナス     | 1'22.154 | 1'21.532 |
| 13   | 17 | オリビエ・パニス           | トヨタ                   | 1'21.231 | 1'21.558 |
| 14   | 15 | クリスチャン・クリエン     | ジャガー・コスワース     | 1'22.246 | 1'21.949 |
| 15   | 19 | ジョルジオ・パンターノ     | ジョーダン・フォード     | 1'24.643 | 1'23.352 |
| 16   | 18 | ニック・ハイドフェルド     | ジョーダン・フォード     | 1'23.055 | 1'23.488 |
| 17   | 20 | ジャンマリア・ブルーニ     | ミナルディ・コスワース   | 1'26.563 | 1'26.899 |
| 18   | 21 | ゾルト・バウムガルトナー   | ミナルディ・コスワース   | 1'27.319 | 1'46.299 |
| 19   | 11 | ジャンカルロ・フィジケラ   | ザウバー・ペトロナス     | 1'20.716 | No Time  |
| 20   | 6  | キミ・ライコネン           | マクラーレン・メルセデス | 1'21.181 | No Time  |

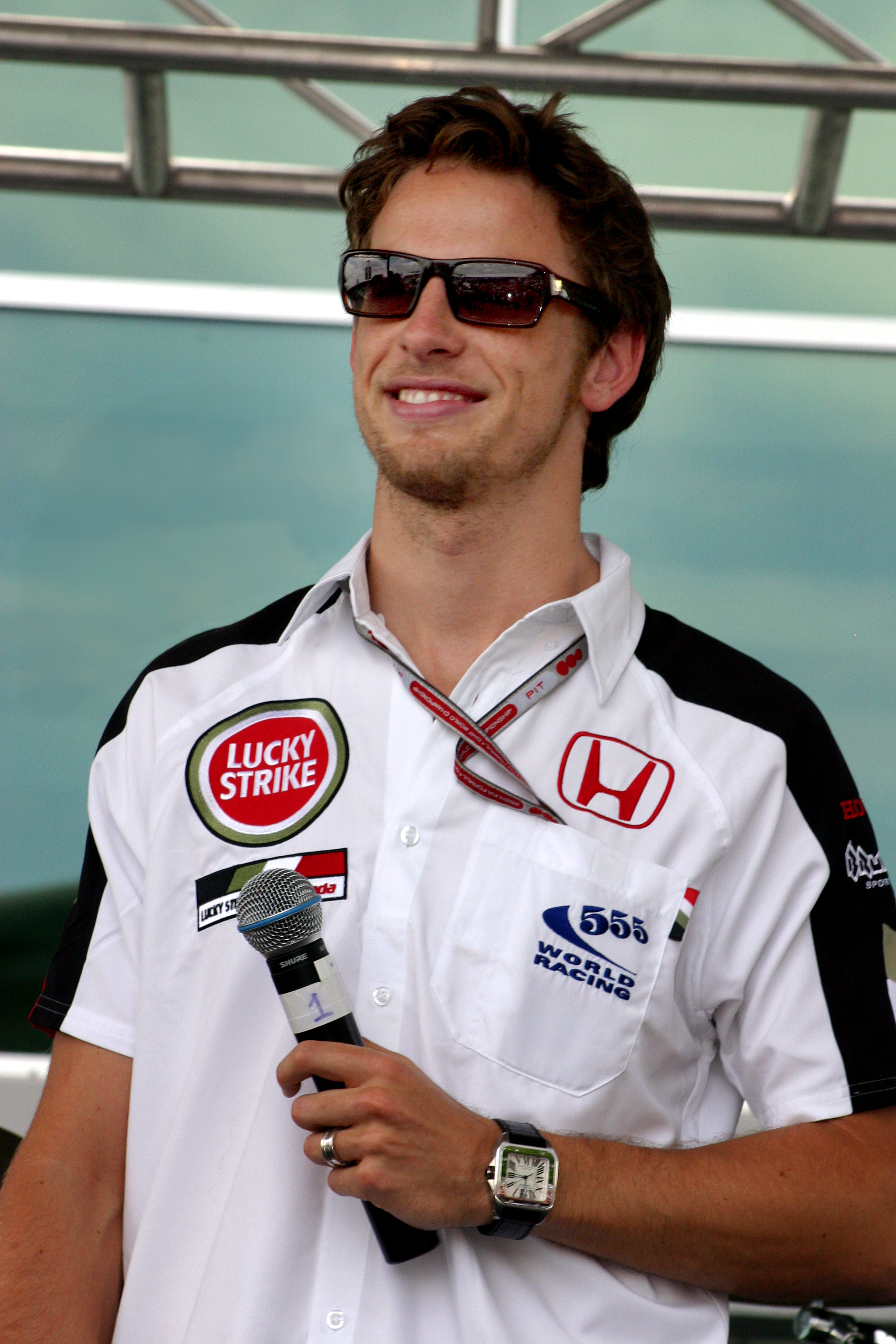
自身初のポールポジションを獲得したジェンソン・バトン

- 予選1回目のタイムが遅いドライバーから予選2回目を行う。

## 決勝

### 展開
ポールポジションからスタートしたバトンは順当なスタートを切るも、2番手のミハエル・シューマッハが出遅れる。後続から激しく追い上げを受け、トサコーナーではモントーヤに並ばれるも、何とか2番手を維持する。この時、モントーヤはミハエルによって進路をふさがれてしまったため、マシンをダートに落とした。
この混乱の中、順位を4番手にまで上げた佐藤琢磨だったが、この時、フロントサスペンションのサードダンパーが破損しており、マシンの挙動に手を焼くこととなる。
ブリヂストンタイヤの特性で、序盤苦労していたミハエルだったが、1回目のピットストップを迎えるまでには、1位走行中のバトンの後方0.6秒にまで迫っていた。そして9周目にバトンが1回目のピットストップのためにピットへ戻る。
ミハエルは11周目にピットインするが、10周目と11周目のセクター1と2で最速ラップを刻みピットイン。バトンの前でコースに復帰する。
このころ、琢磨のマシンにギヤボックストラブル（勝手に1段下のギヤに変速してしまう）が発生していた。
1回目のピットを済ませたミハエルとバトンだったが、ミハエルが1分21秒台で走行するのに対し、バトンは1分22秒台でじりじりと両者の差は広がっていく。そして2回目にピットストップ後も両車の位置関係は変わらなかった。
フェルナンド・アロンソとラルフは激しい5番手争いを繰り広げていたが、51周目にトサコーナーでアロンソがラルフのインに飛び込む。両車は接触し、アロンソはそのまま走り続けるが、ラルフはサイドポンツーンを痛め、スピンをしてしまったことで順位を落とした。
残り5周となった所で、琢磨がエンジントラブルでリタイヤ（16位完走扱い）してしまった。前述のギヤボックストラブルの影響でエンジンに負担がかかってしまったことによるトラブルと見られる。
チェッカー。ミハエルが開幕戦からの4連勝。2位のバトンは自身最高位を記録した。8位のライコネンは2004年シーズンの自身初入賞をようやくゲットした。

### 結果
| 順位     | No | ドライバー                 | チーム                   | 周回 | タイム/リタイヤ  | グリッド | ポイント |
| -------- | -- | -------------------------- | ------------------------ | ---- | ---------------- | -------- | -------- |
| 1        | 1  | ミハエル・シューマッハ     | フェラーリ               | 62   | 1:26'19.670      | 2        | 10       |
| 2        | 9  | ジェンソン・バトン         | B・A・R・ホンダ          | 62   | + 9.698          | 1        | 8        |
| 3        | 3  | ファン・パブロ・モントーヤ | ウィリアムズ・BMW        | 62   | + 21.564         | 3        | 6        |
| 4        | 8  | フェルナンド・アロンソ     | ルノー                   | 62   | + 23.654         | 6        | 5        |
| 5        | 7  | ヤルノ・トゥルーリ         | ルノー                   | 62   | + 36.216         | 9        | 4        |
| 6        | 2  | ルーベンス・バリチェロ     | フェラーリ               | 62   | + 36.683         | 4        | 3        |
| 7        | 4  | ラルフ・シューマッハ       | ウィリアムズ・BMW        | 62   | + 55.730         | 5        | 2        |
| 8        | 6  | キミ・ライコネン           | マクラーレン・メルセデス | 61   | +1 Lap           | 20       | 1        |
| 9        | 11 | ジャンカルロ・フィジケラ   | ザウバー・ペトロナス     | 61   | +1 Lap           | 18       |          |
| 10       | 12 | フェリペ・マッサ           | ザウバー・ペトロナス     | 61   | +1 Lap           | 12       |          |
| 11       | 17 | オリビエ・パニス           | トヨタ                   | 61   | +1 Lap           | 13       |          |
| 12       | 5  | デビッド・クルサード       | マクラーレン・メルセデス | 61   | +1 Lap           | 11       |          |
| 13       | 14 | マーク・ウェバー           | ジャガー・コスワース     | 61   | +1 Lap           | 8        |          |
| 14       | 15 | クリスチャン・クリエン     | ジャガー・コスワース     | 60   | +2 Laps          | 14       |          |
| 15       | 19 | ゾルト・バウムガルトナー   | ミナルディ・コスワース   | 58   | +4 Laps          | 19       |          |
| 16       | 10 | 佐藤琢磨                   | B・A・R・ホンダ          | 56   | +6 Laps          | 7        |          |
| リタイヤ | 18 | ニック・ハイドフェルド     | ジョーダン・フォード     | 48   | ドライブシャフト | 16       |          |
| リタイヤ | 16 | クリスチアーノ・ダ・マッタ | トヨタ                   | 32   | アクシデント     | 10       |          |
| リタイヤ | 20 | ジャンマリア・ブルーニ     | ミナルディ・コスワース   | 22   | ブレーキバランス | 17       |          |
| リタイヤ | 19 | ジョルジオ・パンターノ     | ジョーダン・フォード     | 6    | ハイドロリック   | 15       |          |

- 予選、決勝順位は、公式サイト[4]より

## 第4戦終了時点でのランキング
| 順位 | ドライバー                 | ポイント |
| ---- | -------------------------- | -------- |
| 1    | ミハエル・シューマッハ     | 40       |
| 2    | ルーベンス・バリチェロ     | 24       |
| 3    | ジェンソン・バトン         | 23       |
| 4    | ファン・パブロ・モントーヤ | 18       |
| 5    | ヤルノ・トゥルーリ         | 16       |

| 順位 | チーム                  | ポイント |
| ---- | ----------------------- | -------- |
| 1    | フェラーリ              | 64       |
| 2    | ルノー                  | 31       |
| 3    | ウィリアムズ-BMW        | 27       |
| 4    | B・A・R-ホンダ          | 27       |
| 5    | マクラーレン-メルセデス | 5        |

- 注：ドライバー、コンストラクター共にトップ5のみ表示。